# De Soto (ciruela)
De Soto es una variedad cultivar de ciruelo (Prunus americana), de las denominadas ciruelas americanas.
una variedad de ciruela cuyo origen es de plántula encontrada por Sr. Tupper en la orilla del río Mississippi cerca de De Soto (Wisconsin) antes de 1854. Las frutas tienen un tamaño pequeño, redondeado, no comprimido, mitades iguales, color de piel de fondo amarillo anaranjado al que se superpone rojo amarillento que se vuelve carmesí claro u oscuro, cubierto de fina pruina, puntos muy numerosos, pequeños, rojizos claros, discretos, y pulpa de color amarillo dorado, con textura muy jugosa, fibrosa, tierna y de sabor fundente, o dulzor medio, suave, siendo su calidad de regular a bueno.

## Sinonimia
- "Traer",
- "Trayer".[3]

## Historia
'De Soto' es una variedad de ciruela cuyo origen es plántula que fue encontrado en la orilla del río Mississippi cerca de De Soto (Wisconsin). El primer colono que llamó la atención sobre la ciruela fue el Sr. Tupper que se instaló en el terreno donde se encontró en 1853 o 1854. Los hermanos Trayer compraron el lugar en 1855 y al desbrozar la finca quitaron todos los ciruelos excepto una arboleda de lo que en un principio se llamó 'Trayer', luego 'De Soto'. Posteriormente, Stephen Heal tomó posesión de la propiedad y en 1864 Elisha Hale, Lansing (Iowa), comenzó a cultivar y difundir la variedad. 'De Soto' se colocó en la lista del catálogo de frutas de la "American Pomological Society" en 1883, se eliminó en 1891, y se restauró nuevamente en 1897.
La variedad de ciruela 'De Soto' ha sido descrita por : 1. Ill. Hort. Soc. Rpt. 225. 1877. 2. Ia. Hort. Soc. Rpt. 356. 1879. 3. Ibid. 159. 1880. 4. Ibid. 237. 1882. 5. Am. Pom. Soc. Cat. 42. 1883. 6. Ia. Hort. Soc. Rpt. 366. 1883. 7. Ill. Hort. Soc. Rpt. 63. 1890. 8. Cornell Sta. Bul. 38:37, 86. 1892. 9. Wis. Sta. Bul. 63:24, 35, 36 fig. 16. 1897. 10. Waugh Plum Cult. 147. 1901. 11. Budd-Hansen Am. Hort. Man. 295. 1903. 12. Can. Exp. Farm Bul.43:30. 1903. 13. S. Dak. Sta. Bul.93:15. 1905.
Esta variedad de P. americana es muy satisfactoria. Requiere poda y entrenamiento muy cuidadosos para mantener los árboles manejables. Esta variedad pertenece al medio oeste americano, se adapta bien al cultivo para uso doméstico en el norte del estado de Nueva York, donde hace demasiado frío para las ciruelas europeas.

## Características
'De Soto' árbol pequeño, de vigor intermedio, extenso, de copa abierta, perfectamente resistente, produce abundantes cosechas anualmente, da vástagos de retoños; ramas ásperas y peludas, algo en zigzag, espinosas, de color marrón ceniza oscuro. Floración media a tardía y de duración media; flores que aparecen después de las hojas, muy buen polinizador de otras variedades de ciruelos.
'De Soto' tiene una talla de fruto de tamaño pequeño, de forma redondeadas, variando a ovales u ovadas, comprimidas, a menudo fuertemente truncadas en la base, cavidad poco profunda o mediana, abrupta, sutura muy superficial o una línea, ápice redondeado o algo puntiagudo; epidermis tiene piel gruesa, dura, muy astringente, adherida a la pulpa, con color de fondo amarillo anaranjado al que se superpone rojo amarillento que se vuelve carmesí claro u oscuro, cubierto de fina pruina, puntos muy numerosos, pequeños, rojizos claros, discretos; Pedúnculo de longitud medio y grosor más bien fino; pulpa de color amarillo dorado, con textura muy jugosa, fibrosa, tierna y de sabor fundente, o dulzor medio, suave, siendo su calidad de regular a bueno.
Hueso casi libre, mediana, ovalada, turgente, de punta roma, lisa; sutura ventral romamente aguda y con ligeros surcos; sutura dorsal aguda, no surcada.
Su tiempo de recogida de cosecha de fruta tardía, período de maduración de duración media.

## Usos
De Soto probablemente ocupe el primer lugar entre las ciruelas americanas con el favor de los fruticultores. Las cualidades que lo recomiendan son: 
- Un árbol bastante más adecuado para el huerto que otras variedades de Prunus americana, que tiene poco de la rebeldía de la mayoría de las clases de su especie y algo de la forma de crecimiento de las ciruelas europeas.
- Los árboles también son enormemente productivos, tanto que en muchos casos su vitalidad se ve debilitada por el exceso de producción a menos que se aclaren. Los frutos de De Soto, aunque no son tan grandes ni de colores tan brillantes como algunos de los Americanas, no son superados por ninguna de las ciruelas nativas en calidad y conservación y envío tan bien como cualquiera.
- La variedad se convierte, por tanto, en una especie de valor de mercado en algunas regiones.

Entre sus cualidades adversas:
- Los frutos están un poco más sujetos al curculio que los de la mayoría de las ciruelas nativas
- Los árboles se marchitan un poco en el sur y no soportan las sequías del valle del Mississippi tan bien como algunas otras variedades. No obstante estos defectos, hablando en general, el De Soto puede recomendarse como uno de los mejores de su especie.[3]